# كبوشي أسود
كبوشي أسود (الاسم العلمي: Cebus nigritus) (بالإنجليزية: Black Capuchin)‏ هو نوع من الحيوانات يتبع جنس الكبوشي من فصيلة السعادين الكبوشية الشكل.